# Supercopa de la UEFA 2001
La Supercopa de la UEFA 2001 fue un partido de fútbol disputado entre el Bayern Múnich alemán y el Liverpool inglés, el 24 de agosto de 2001 en el Estadio Luis II de Mónaco. Anualmente, la Supercopa de la UEFA enfrenta a los ganadores de la Liga de Campeones de la UEFA y la Copa de la UEFA. Los equipos tuvieron el derecho de disputar el torneo tras salir campeones de las dos competiciones europeas de la temporada pasada. Tanto el Bayern como el Liverpool vencieron a equipos españoles en las respectivas finales de cada competición. El Bayern consiguió la Liga de Campeones de la UEFA 2000-01 luego de vencer por 5-4 en los penales al Valencia tras empatar 1-1 en el tiempo reglamentario, mientras que el Liverpool ganó la Copa de la UEFA 2000-01 luego de imponerse por 5-4 al Deportivo Alavés.
Con esta aparición, el Bayern jugaba por tercera vez el torneo tras ser derrotado en 1975 y 1976. En cambio, el Liverpool disputaba su cuarta Supercopa de Europa, la cual ganó en 1977 y perdió en 1978 y 1984.
En un encuentro observado por una multitud de 13 824 personas, el Liverpool tomó ventaja en la primera mitad y dejó el marcador 2-0 tras las anotaciones de John Arne Riise y de Emile Heskey. En el segundo lapso, el club inglés extendió su ventaja con un tanto de Michael Owen, pero el Bayern reaccionó y acortó distancias con goles de Hasan Salihamidžić y de Carsten Jancker. A pesar de esto, el Liverpool aguantó hasta el final y ganó su segunda Supercopa de Europa por 3-2.

## Antecedentes
Anteriormente los equipos se habían enfrentado en seis ocasiones, con una victoria para cada uno y cuatro empates. Se toparon por primera vez en los cuartos de final de la Copa de Ferias 1970-71, instancia en la que el Liverpool se impuso tras pasar con un global de 4-1. Al año siguiente se encontraron en los octavos de final de la Recopa de Europa 1971-72, aunque esta vez el club alemán logró el acceso a la fase siguiente al vencer por 3-1 en el global. El último enfrentamiento entre los dos equipos antes de la Supercopa del 2001 fue para dirimir al finalista de la Copa de Campeones de Europa 1980-81. En la ida, jugada en Anfield, empataron 0-0, por lo que todo se definió en Alemania, donde finalmente el Liverpool logró el paso a la final tras empatar 1-1.
El Bayern de Múnich se clasificó al torneo como el campeón vigente de la Liga de Campeones de la UEFA. Había ganado la Champions de la temporada 2000-01 tras derrotar por 5-4 en la tanda de penales al Valencia tras empatar 1-1 en los noventa minutos. Con esta aparición, jugaba por tercera vez en su historia la Supercopa. Sus dos participaciones anteriores en los años 1975 y 1976, contra el Dinamo de Kiev y el Anderlecht respectivamente, acabaron en derrotas. En cambio, el Liverpool ganó la Copa de la UEFA 2000-01 por 5-4 al Deportivo Alavés, en lo que fue su tercer trofeo de la competición. Con esto el club inglés jugó por cuarta vez la Supercopa de Europa, competición que ganó el año 1977 al Hamburgo. Luego de aquella victoria, el equipo jugó dos veces más el torneo, las ediciones de 1978 y 1984 que perdió contra el Anderlecht y la Juventus, respectivamente.
Antes del partido, ambos equipos ya habían disputado varios partidos en la temporada. El Bayern había jugado cuatro encuentros en la 1. Bundesliga 2001/02 y marchaba quinto tras ganar dos, perder uno y empatar otro. Liverpool había jugado dos partidos en la tercera ronda de la Liga de Campeones de la UEFA 2001-02, encuentros en los que había derrotado por un global de 9-1 al F. C. Haka.  También, y como ganador de la FA Cup 2000–01, se enfrentó al Manchester United en la Community Shield 2001, que ganó por 2-1 y, finalmente, había jugado un partido por la Premier League 2001/02 que acabó en una victoria por 2-1 sobre el West Ham United.
El Bayern y el Liverpool llegaron al encuentro con varios jugadores menos. Cuatro miembros del equipo ganador de la Liga de Campeones de la UEFA 2000-01 (Mehmet Scholl, Stefan Effenberg, Paulo Sérgio y Jens Jeremies) se perdieron el partido por lesión. Por su parte, el Liverpool llegó al encuentro sin Patrik Berger, que se había sometido a una cirugía en la rodilla. Eso sí, y a pesar de estar lesionado en los encuentros anteriores, Steven Gerrard podía jugar.

## El partido

### Resumen

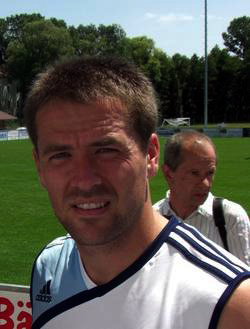
Michael Owen, jugador del Liverpool que convirtió el 3-0 para su equipo.

A pesar de que el Bayern dio el puntapié inicial, el Liverpool tuvo la primera ocasión del partido. Michael Owen cruzó el balón desde el lado derecho del campo al centro del área, Emile Heskey recepcionó el balón y lanzó un disparo que fue mandado al córner. El Bayern respondió inmediatamente a esto con el tiro de Owen Hargreaves, que salió por arriba del travesaño. Nueve minutos después del comienzo, el árbitro cobró un tiro libre a favor del Liverpool luego de que Robert Kovač cometiera una falta sobre Owen. El lanzamiento de falta fue ejecutado por Gary McAllister que realizó un pase a Markus Babbel y este decidió probar a portería. Tras aumentar el número de faltas en el partido, el primer amonestado llegó al minuto catorce. El mediocampista del Liverpool Dietmar Hamann vio la tarjeta amarilla tras cometer una falta por detrás a Hasan Salihamidžić. Según avanzó la primera mitad, el Bayern comenzó a controlar el juego en el mediocampo, sin embargo el Liverpool anotó el primer gol. El defensa John Arne Riise le quitó el balón a Hargreaves, McAllister tomó la pelota y se la entregó a Steven Gerrard. Este dio un pase a Owen que lanzó un centro y a pesar de que sobrepasó a Heskey, logró ser conectado por Riise que anotó para poner por delante al Liverpool.
El Bayern fue inmediatamente al ataque tras el gol. Luego de una falta de Gerrard sobre Bixente Lizarazu, Ciriaco Sforza ejecutó el lanzamiento libre centrando el balón a Pablo Thiam, que cabeceo sobre la portería de Sander Westerveld. El Liverpool reorganizó sus líneas y en su siguiente ataque casi convirtió el segundo. Un pase de Heskey a Owen dejó al delantero solo frente a Oliver Kahn, que logró parar el globo del inglés. Inmediatamente después, el Bayern fue al ataque. Willy Sagnol superó a Riise y lanzó un centro al área penal que cabeceó desviado Giovane Elber. Ya con la primera mitad llegando a su fin, el Liverpool tuvo otra oportunidad. Hamann pasó el balón a Heskey en el borde del área penal del Bayern, luego, el jugador superó a los defensores Thomas Linke y Robert Kovač y lanzó un disparo alejado de Kahn que decretó el 2-0 a favor del Liverpool.
El Liverpool dio inicio a la segunda parte y en tan solo trece segundos consiguió el 3-0. El defensa Jamie Carragher pateó la pelota desde el medio del campo del Bayern, Pablo Thiam falló un cabezazo y dejó la pelota a Michael Owen, que tras controlar el balón con su pie derecho definió de zurda. Luego, el Bayern redujo distancias con el tanto de Salihamidžić a los cincuenta y siete minutos, que anotó de cabeza para acortar la diferencia a solo dos goles. A mediados de la mitad del segundo tiempo, ambos equipos realizaron cambios. El Bayern reemplazó a Sforza, Claudio Pizarro y Salihamidžić por Niko Kovač, Carsten Jancker y Roque Santa Cruz, respectivamente; mientras que el Liverpool sustituyó a Gerrard y a Riise por Igor Bišćan y Danny Murphy, respectivamente. Luego de las sustituciones, el Liverpool empezó a controlar el balón en el centro del campo y entre la defensa para hacer pasar el tiempo, pero el Bayern volvió a convertir en el minuto ochenta y dos gracias a Jancker, que anotó tras un centro de Elber. Después, el club bávaro tuvo la oportunidad de emparejar la situación, pero el tiro de Lizarazu pasó directamente a las manos del meta Westerveld. Tras no convertirse más goles, el árbitro dio por finalizado el partido con un 3-2 a favor del Liverpool.

### Reacciones tras el partido
La victoria del Liverpool significó el quinto título del club en solo cinco meses, luego de que ganara la FA Cup, la Copa de la Liga de Inglaterra y la Copa de la UEFA durante la temporada pasada. Además, a inicios de la temporada 2001-02 habían ganado la Community Shield. El director técnico del Liverpool, Gérard Houllier, felicitó a sus jugadores por sus logros: «Tengo que felicitar a los jugadores por lo que han logrado en estos seis meses. Sabemos que no somos perfectos y vamos a seguir mejorando, pero el equipo ha demostrado que posee el margen de ventaja, y esto es lo hemos tratado de desarrollar». Como jugador del partido, Owen recibió un cheque de diez mil libras esterlinas del patrocinador del partido, Carlsberg, que deberá enviar a una organización benéfica a su elección.
La derrota del Bayern extendió la racha sin victorias de los equipos alemanes en la competición, que hasta ese año habían tenido siete oportunidades, sin lograr el triunfo en ninguna. Ottmar Hitzfeld, director técnico del club bávaro, admitió que su equipo necesitó tiempo para coordinar su defensa: «Nos tomó tiempo entrar rápido y organizarnos. Y cuando se es demasiado lento y se juega con un equipo como el Liverpool, uno espera ser castigado». También criticó a sus jugadores afirmando que «los errores individuales les habían costado el partido»; y elogió al jugador del partido, Michael Owen, diciendo que «es un jugador de primer nivel y no supimos pararle».

### Detalles
| 1          | POR        | Oliver Kahn        |     |
| 2          | DEF        | Willy Sagnol       |     |
| 6          | DEF        | Pablo Thiam        |     |
| 12         | DEF        | Robert Kovač       |     |
| 25         | DEF        | Thomas Linke       |     |
| 3          | MED        | Bixente Lizarazu   |     |
| 10         | MED        | Ciriaco Sforza     | 66' |
| 20         | MED        | Hasan Salihamidžić | 72' |
| 23         | MED        | Owen Hargreaves    |     |
| 9          | DEL        | Giovane Élber      |     |
| 14         | DEL        | Claudio Pizarro    | 66' |
| Entrenador | Entrenador | Ottmar Hitzfeld    |     |

| 1          | POR        | Sander Westerveld |     |
| 6          | DEF        | Markus Babbel     |     |
| 2          | DEF        | Stéphane Henchoz  |     |
| 4          | DEF        | Sami Hyypiä       |     |
| 23         | DEF        | Jamie Carragher   |     |
| 17         | MED        | Steven Gerrard    | 66' |
| 21         | MED        | Gary McAllister   |     |
| 16         | MED        | Dietmar Hamann    |     |
| 18         | MED        | John Arne Riise   | 70' |
| 8          | DEL        | Emile Heskey      |     |
| 10         | DEL        | Michael Owen      | 83' |
| Entrenador | Entrenador | Gérard Houllier   |     |

| 8  | MED | Niko Kovač       | 66' |
| 19 | DEL | Carsten Jancker  | 66' |
| 24 | DEL | Roque Santa Cruz | 72' |

| 25 | MED | Igor Bišćan   | 66' |
| 13 | MED | Danny Murphy  | 70' |
| 9  | MED | Robbie Fowler | 83' |

| Anotado | 57' | Hasan Salihamidžić | 1-3 |
| Anotado | 82' | Carsten Jancker    | 2-3 |

| Anotado | 23' | John Arne Riise | 0-1 |
| Anotado | 45' | Emile Heskey    | 0-2 |
| Anotado | 46' | Michael Owen    | 0-3 |

| Amonestado | 14' | Dietmar Hamann |

| Árbitro:             | Vítor Melo Pereira           |
| Árbitros asistentes: | Carlos Manuel Ferreira Matos |
| Árbitros asistentes: | José Manuel Silva Cardinal   |
| Cuarto árbitro:      | Antonio Manuel Almeida Costa |
| Reporte              |                              |

| 1          | POR        | Oliver Kahn        |     |
| 2          | DEF        | Willy Sagnol       |     |
| 6          | DEF        | Pablo Thiam        |     |
| 12         | DEF        | Robert Kovač       |     |
| 25         | DEF        | Thomas Linke       |     |
| 3          | MED        | Bixente Lizarazu   |     |
| 10         | MED        | Ciriaco Sforza     | 66' |
| 20         | MED        | Hasan Salihamidžić | 72' |
| 23         | MED        | Owen Hargreaves    |     |
| 9          | DEL        | Giovane Élber      |     |
| 14         | DEL        | Claudio Pizarro    | 66' |
| Entrenador | Entrenador | Ottmar Hitzfeld    |     |

| 1          | POR        | Sander Westerveld |     |
| 6          | DEF        | Markus Babbel     |     |
| 2          | DEF        | Stéphane Henchoz  |     |
| 4          | DEF        | Sami Hyypiä       |     |
| 23         | DEF        | Jamie Carragher   |     |
| 17         | MED        | Steven Gerrard    | 66' |
| 21         | MED        | Gary McAllister   |     |
| 16         | MED        | Dietmar Hamann    |     |
| 18         | MED        | John Arne Riise   | 70' |
| 8          | DEL        | Emile Heskey      |     |
| 10         | DEL        | Michael Owen      | 83' |
| Entrenador | Entrenador | Gérard Houllier   |     |

| 8  | MED | Niko Kovač       | 66' |
| 19 | DEL | Carsten Jancker  | 66' |
| 24 | DEL | Roque Santa Cruz | 72' |

| 25 | MED | Igor Bišćan   | 66' |
| 13 | MED | Danny Murphy  | 70' |
| 9  | MED | Robbie Fowler | 83' |

| Anotado | 57' | Hasan Salihamidžić | 1-3 |
| Anotado | 82' | Carsten Jancker    | 2-3 |

| Anotado | 23' | John Arne Riise | 0-1 |
| Anotado | 45' | Emile Heskey    | 0-2 |
| Anotado | 46' | Michael Owen    | 0-3 |

| Amonestado | 14' | Dietmar Hamann |

| Árbitro:             | Vítor Melo Pereira           |
| Árbitros asistentes: | Carlos Manuel Ferreira Matos |
| Árbitros asistentes: | José Manuel Silva Cardinal   |
| Cuarto árbitro:      | Antonio Manuel Almeida Costa |
| Reporte              |                              |

|                                    |
| Bandera de Inglaterra              |
| Campeón Liverpool F. C. 2.º título |